# Rosemarie
|  | Denne artikel er oprettet af botten Steenthbot ud fra en ekstern database. Den kan derfor have sproglige fejl eller mangler. Denne skabelon kan fjernes efter kontrol af indholdet. |

Rosemarie er en dansk dokumentarfilm instrueret af Sine Skibsholt.

## Handling
En ungdomsfilm om at finde sig selv i det kaos, som kaldes livet. Men oven i det, læner Rosemaries liv sig op af en alvor, som hun er alt for ung til. Hun har nemlig fået konstateret kræft, og selvom lægerne siger, at hun bliver rask, så sætter det lange behandlingsforløb sine tydelig spor i hendes unge liv. Ikke mindst i forhold til sin mor, som kommer alt for tæt på. Rosemarie er ved at kvæles i hendes omsorg, men føler samtidig ikke at hun kan nå til sin mor, som har barrikaderet sig bag et følelsesmæssigt panser af angst for at miste sin datter. Filmen følger Rosemaries kamp for at komme videre i sit liv med skole og venner – men også for at få resten af familien til at komme videre med deres liv.